# Pilosella derubella
Pilosella derubella là một loài thực vật có hoa trong họ Cúc. Loài này được (Gottschl. & Schuhw.) S.Bräut. & Greuter mô tả khoa học đầu tiên năm 2007.